# Minicatus ninae
Minicatus ninae är en tvåvingeart som beskrevs av Pavel Lehr 1992. Minicatus ninae ingår i släktet Minicatus och familjen rovflugor.
Artens utbredningsområde är Kazakstan. Inga underarter finns listade i Catalogue of Life.